# Слободан Селенић (дизајнер)
Слободан Селенић (2. јуни 1936 — 1. март 1994) био је један од пионира српског дизајна.

## Биографија
Родио се у Пепељевцу недалеко од Лајковца.
После основне школе и гимназије у родном крају, студије примењене уметности започео је 1953. године у Новом Саду а наставио 1955. године у Сплиту, где је дипломирао на Школи за примењену уметност 1959. године.
Свој радни век провео је највећим делом у Јагодини (1961—1994), као дизајнер Фабрике каблова Светозарево, ФКС, једног од водећих југословенских предузећа. Тридесетогодишњим радом на осмишљавању визуелне презентације фабрике и њених производа, од дизајна свих каталога, публикација, књига, целокупног рекламног материјала, до пројектовања изложби и репрезентативних ентеријера фабрике, значајно је унапредио ниво дизајна и визуелне, графичке презентације код нас.
Посебно запажен у земљи и у иностранству, а у стручној јавности високо оцењен рад био је концепција и графичко обликовање серије годишњих календара Фабрике каблова Светозарево коју је Селенић осмислио бирајући разне теме из наше културе, историје уметности и етнографије. Тај дугогодишњи рад представљен је у Београду 1991. године ретроспективном изложбом „Град на води и ветру“ у Конаку кнегиње Љубице.
Поред редовног запослења у ФКС, Селенић је радио и у свом уметничком атељеу у Јагодини, на огромном броју пројеката из области графичког дизајна и ентеријера. Сарађивао је успешно са многим предузећима широм Југославије и био често награђиван на конкурсима за графички дизајн. Обликовао је визуелни идентитет многих предузећа и установа широм земље: заштитне знаке Индустрије „14. октобар“ у Крушевцу, Фабрике лак жице у Бору, Пројектно-техничког центра у Београду, Ливнице „Ђуро Салај“ у Нишу, предузећа „Тврди метал“ у Ужицу, Робне куће Партизан у Чачку и многе друге који су и данас у употреби. У Јагодини је у периоду од 1961-1994. године обликовао визуелни идентитет готово свих важнијих предузећа, установа и културних манифестација: графички дизајн позоришног фестивала Дани комедије, графички дизајн и поставке изложби за Завичајни музеј Јагодине, графички дизајн и ентеријере бројних продавница и ресторана угоститељског предузећа Палас, заштитни знак и ентеријер пословног простора фабрике намештаја и амбалаже „Будућност“, заштитни знак индустрије конфекције и трикотаже „Ресава“, дизајн амбалаже производа „Јухор“ - експорта, заштитни знак и ентеријер туристичких агенција Караван, Јагодина Експрес и Атлантик, између осталих.
Посебно значајан део стваралаштва представљају уређења готово свих значајнијих предузећа и јавних простора у Јагодини у периоду од шездесетих до почетка деведесетих година прошлог века, као и уметничких зидних композиција великог формата израђиваних у специјалним техникама енкаустике, фреско сликарства или дрвених рељефа. Најзначајнији од тих радова су ентеријер Југобанке (1975-2003) са зидном композицијом „Од перпера до динара“, неколико зидних композиција и рељефа у ентеријеру Хотела Јагодина (1980), зидна композиција „Стара Јагодина у филателији“ у главној сали Поште у Јагодини (1984), дрвене рељефне композиције и ентеријер Лутрије Србије (1991).
Селенићева остварења имала су пионирску улогу промоције дизајна у Србији и Југославији а у своје време представљала својеврстан културни допринос за град Јагодину.

## Најпознатија дела
- ФКС едиција годишњих календара Фабрике каблова Светозарево, концепт и графичко обликовање у периоду од 1966-1991
- „Париз“ кафана у Јагодини, уређење ентеријера и зидна сликарска композиција (1970)
- „Солун“ кафана у Јагодини, уређење ентеријера и зидна сликарска композиција (1971-1996)
- „Ресава“, индустрија конфекције и трикотаже у Јагодини, заштитни знак
- Индустрија „14. октобар“ Крушевац, заштитни знак (1973)
- Хотел „Јагодина“ у Јагодини, заштитни знак и комплетан графички дизајн (1980)
- „Ђура Јакшић“ сликарска композиција у ентеријеру Шарене кафане у Јагодини (1980)
- „Шарене кафане“ сликарска композиција у ентеријеру Шарене кафане у Јагодини (1980)
- „Империја“ зидна сликарска композиција у ентеријеру ресторана Хотела Јагодина у Јагодини (1980)
- „Стара Јагодина у филателији“ зидна сликарска композиција у ентеријеру Поште у Јагодини (1984)
- „Финландија“ рељефне зидне композиције и ентеријер Лутрије Србије у Јагодини (1991)